# Hiperboloida dwupowłokowa

Hiperboloida dwupowłokowa

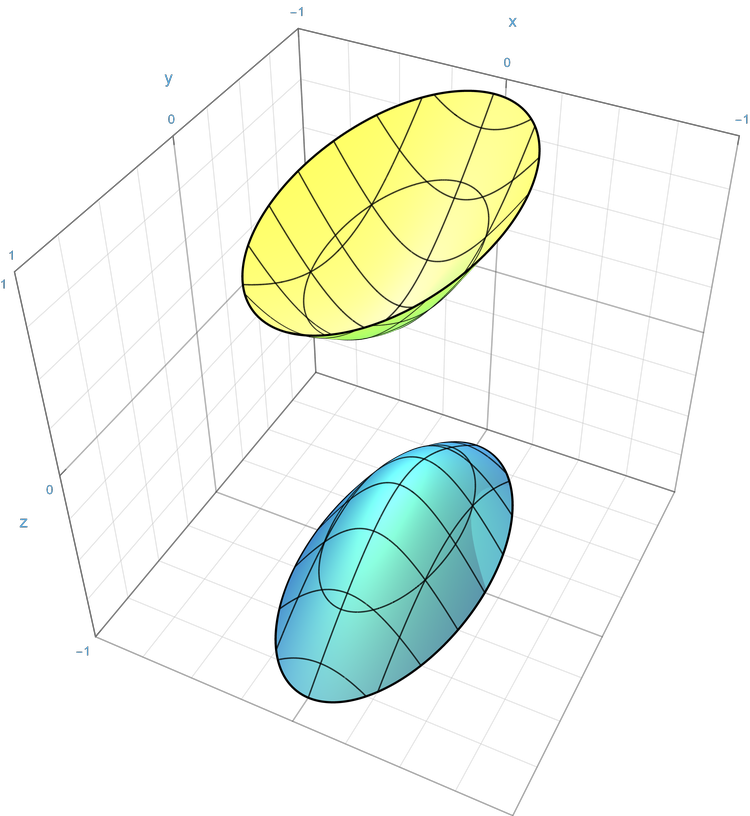
Hiperboloida dwupowłokowa

Hiperboloida dwupowłokowa – powierzchnia drugiego stopnia, obraz hiperboloidy dwupowłokowej obrotowej w powinowactwie płaszczyznowym prostokątnym {\displaystyle f} względem płaszczyzny zawierającej hiperbolę, określony równaniem:
{\displaystyle {\frac {x^{2}}{a^{2}}}-{\frac {y^{2}}{b^{2}}}-{\frac {z^{2}}{c^{2}}}=1},
{\displaystyle {\frac {x^{2}}{a^{2}}}-{\frac {z^{2}}{c^{2}}}=1} to równanie hiperboli {\displaystyle {\mathcal {H}}} generującej hiperboloidę dwupowłokową obrotową, a
{\displaystyle {\frac {b}{c}}} jest skalą powinowactwa {\displaystyle f}.
Przekrój hiperboloidy dwupowłokowej płaszczyzną równoległą do prostej przechodzącej przez ogniska hiperboli {\displaystyle {\mathcal {H}}} jest hiperbolą, a jej przekroje płaszczyznami prostopadłymi do prostej przechodzącej przez ogniska hiperboli {\displaystyle {\mathcal {H}}} są elipsami (lub w szczególności okręgami) wzajemnie do siebie podobnymi. W szczególności mogą też zdegenerować się do punktu lub zbioru pustego.
Dowolną hiperboloidę dwupowłokową można przekształcić na inną hiperboloidę dwupowłokową za pomocą przekształcenia afinicznego.
Hiperbola dwupowłokowa jest niespójna (rozpada się na dwie powłoki).